# Danaé (Mabuse)
Danaé est une huile sur bois de Jan Mabuse, réalisée vers 1527, qui mesure 177,2 sur 161,8 cm. Il est conservé dans l'Alte Pinakothek à Munich. Il représente Danaé recevant Zeus sous la forme d'une pluie d'or.
Le bâtiment où se trouve Danaé est inspiré de l'architecture de Bramante, que Jan Mabuse a pu observer lors de son séjour à Rome en 1509 en compagnie de son mécène, l'amiral Philippe de Bourgogne. Le temple peut en effet être rapproché du Tempietto de San Pietro in Montorio de Bramante.
Le paysage urbain en arrière-plan est un exemple de cité idéale courant dans l'art de la Renaissance italienne et notamment de l'école d'Urbino, courant auquel Bramante est rattaché. 
Le commanditaire du tableau n'est pas connu ; il pourrait s'agir de Philippe de Clèves ou d'Adolphe de Bourgogne.

## Sources
- [Heringuez 2011] (en) Samantha Heringuez, « Bramante's Architecture in Jan Gossart's Painting », Dutch Crossing, vol. 35, no 3,‎ 2011, p. 229–248 (ISSN 0309-6564 et 1759-7854, DOI 10.1179/155909011X13124528227462, lire en ligne)